# Бібліотека JavaScript
Бібліотека JavaScript — збірник класів та/або функцій мовою JavaScript.
Мова JavaScript розроблена в Netscape, пізніше розвивалась компанією Mozilla. Вона довго використовувалась на сайтах, але широку популярність здобула з початком ери Веб 2.0, тобто періоду розвитку комп'ютерних систем, де JavaScript активно використовувався для розробки користувацьких інтерфейсів як для вебзастосунків, так і для десктопних. JavaScript у зв'язці з CSS дозволяє створювати динамічні сайти, поступово заміняючи собою Flash-сайти, пік популярності котрих припадав на 2004—2007 роки.
Зі збільшенням популярності JavaScript простота створення динамічних елементів користувацького інтерфейсу стала грати ключову роль у веброзробці. Цим було обумовлено лавиноподібну появу бібліотек JavaScript, таких як Ext, Dojo і багатьох інших. З іншого боку, одним з наслідків війни браузерів стала різниця у реалізації об'єктної моделі документа і це обумовило необхідність витрачати додаткові зусилля для коректної роботи сайтів в різних браузерах. Через це з'явились бібліотеки JavaScript, що надавали крос-браузерний інтерфейс методам DOM, такі як Prototype, script.aculo.us або jQuery.
Зручність роботи з бібліотеками JavaScript призвело до того, що Microsoft, Yahoo! та інші великі IT-компанії випустили свої власні бібліотеки на основі JavaScript. Вони зазвичай використовуються для створення елементів користувацького інтерфейсу у вебзастосунках, над якими працюють ці компанії.
Практично всі бібліотеки JavaScript випускаються під ліцензіями копіцентр та копілефт, щоб забезпечити вільну від ліцензійних оплат розробку, використання та модифікацію.
На додаток, деякі бібліотеки JavaScript дозволяють спростити взаємодію JavaScript з іншими мовами, такими як CSS, PHP, Ruby і Java. Це спрощує запуск застосунків JavaScript із програмами, що написані іншими мовами програмування.

## Дивіться також
- Вебдокументація MDN